# L'Indomptable (S 613)
El L'Indomptable (S 613) de la Marina francesa fue un submarino nuclear de la clase Le Redoutable en servicio de 1976 a 2003.

## Historial operativo
Su construcción se inició en 1971, L'Indomptable comenzó su carrera en 1976 con la Fuerza Oceánica Estratégica (FOST).
Originalmente equipado con misiles M-1/M-2/M-20, se sometió a una revisión de su sistema de armas disuasorias desde diciembre de 1987, que posteriormente le permitió llevar misiles nucleares M-4 y misiles antibuque SM39 (tipo Exocet).
Fue retirado del servicio activo y dado de baja el 6 de abril de 2005 en Cherburgo. Se decidió mandarlo al desguace, realizándose el desmantelamiento de la sección nuclear en 2015.
Tras la retirada de su unidad nuclear tras su desarme, esperó a su desmantelamiento. Su desguace está previsto entre 2018 y 2027 en Cherburgo, por parte de las empresas DCNS, Veolia Propreté y NEOM, filial de Vinci, junto a otros cuatro submarinos de clase Le Redoutable. Su desmantelamiento comenzó en marzo de 2020. En la mañana del 18 de noviembre de 2020, se produjo un incendio en el lugar; se controló rápidamente y se pudo reanudar el trabajo por la tarde. El trabajo de desguace se completó en septiembre de 2021.
El desmantelamiento fue seguido por un documental "Nuclear Submarine: Deconstruction XXL" producido por AH! Producción para el canal RMC Découverte.